# Svetislav Basara
Pour les articles homonymes, voir Basara (homonymie).
Œuvres principales
- Phénomènes : copie d’un manuscrit brûlé (1989)
- Guide de Mongolie (1992)
- Perdu dans un supermarché (2008)

Svetislav Basara (en serbe cyrillique : Светислав Басара ; né le 21 décembre 1953 à Bajina Bašta) est un écrivain et un homme politique serbe, particulièrement actif au sein du Parti démocrate-chrétien de Serbie. Sur le plan de l'écriture, il est considéré comme un représentant de la littérature postmoderne et est admiré pour son humour grinçant et sa fantaisie. Le journal français Télérama a vu en lui « un fou, un génie, un libertaire, un amuseur, un effronté, un sentimental ».

## Biographie
Svetislav Basara a écrit plus d'une vingtaine d'ouvrages littéraires, dont des romans, des recueils de nouvelles et des essais. Son recueil de nouvelles Perdu dans un supermarché (Peking by Night), paru en 1985, lui vaut une immédiate notoriété en raison de son humour cinglant et de son cynisme absurde, traits récurrents de l'œuvre à venir.
Son roman Fama o biciklistima (littéralement : La conspiration des cyclistes), paru en 1988 et inédit en France, est considéré par ses compatriotes comme l'un des meilleurs romans de la décennie. 
Son roman Le Cœur de la terre (2004), à partir d'un "manuscrit découvert par hasard" (supposé) en 1996, imagine le séjour de Friedrich Nietzsche à Famagouste en 1882, et évoque Richard Wagner, Cosima Wagner, Malwida von Meysenbug, Lou Andreas-Salomé, Paul Rée, Samuel White Baker, mais aussi Mustafa Kemal, Joseph Staline, le maître mevlevi Metvali, les Goncourt, et cette infime population autochtone naine, les Hurubes, zoroastriens, nihilistes, et désormais nietzschéens.
En 2006, il reçoit le prix NIN du meilleur roman pour Uspon i pad Parkinsonove bolesti (littéralement : Grandeur et décadence de la maladie de Parkinson).
Pendant quelques années, au cours de la décennie 2000, Svetislav Basara a été ambassadeur de Serbie à Chypre.

## Œuvres
- Priče u nestajanju (1982) Publié en français sous le titre Histoires en disparition, traduit par Alain Cappon, Paris, Gaïa éditeur, 2001  (ISBN 2-910030-89-X)
- Peking by Night (1985) Publié en français sous le titre Perdu dans un supermarché, traduit par Gojko Lukić, Montréal, Les Allusifs no 66, 2008  (ISBN 978-2-922868-72-2) ; réédition, Paris, 10/18, coll. « Domaine étranger » no 4267, 2011  (ISBN 978-2-264-04909-4)
- Kinesko pismo (1985)
- Napuklo ogledalo (1986) Publié en français sous le titre Le Miroir fêlé, traduit par Gabriel Iaculli et Gojko Lukić, Montréal, Les Allusifs no 28, 2004  (ISBN 2-922868-26-5) ; réédition, Paris, 10/18, coll. « Domaine étranger » no 4042, 2007  (ISBN 978-2-264-04266-8)
- Na ivici (1987)
- Fama o biciklistima (1987)
- Fenomeni, in Izabrane priče (1989) Publié en français sous le titre Phénomènes : copie d'un manuscrit brûlé, traduit par Alain Cappon, Paris, Gaïa éditeur, 2004  (ISBN 2-84720-043-6)
- Na Gralovom tragu (1990)
- Mongolski bedeker[3],[4] (1992) Publié en français sous le titre Guide de Mongolie, traduit par Gojko Lukić et Gabriel Iaculli, Montréal, Les Allusifs no 50, 2006  (ISBN 978-2-922868-52-4) ; réédition, Paris, 10/18, coll. « Domaine étranger » no 4141, 2008  (ISBN 978-2-264-04647-5)
- Tamna strana meseca[5] (1992) Publié en français sous le titre Solstice d'hiver, traduit par Gojko Lukić, Lausanne, éditions Noir sur blanc, coll. « Notabilia » no 8, 144 pages, 2013  (ISBN 978-2-88250-329-9)
- De bello civili (1993)
- Drvo istorije (1995)
- Ukleta zemlja (1995) Publié en français sous le titre Le Pays maudit, traduit par Alain Cappon, Larbey, Gaïa éditeur, 1998  (ISBN 2-910030-48-2)
- Virtualna kabala (1996)
- Looney Tunes (1997)
- Sveta mast (1998)
- Vučji brlog (1998)
- Ideologija heliocentrizma (1999)
- Mašine iluzija (2000)
- Kratkodnevnica (2000)
- Džon B. Malkovič (2001)
- Bumerang (2001)
- Oksimoron (2001)
- Srce Zemlje[6] (2004) Publié en français sous le titre Le Cœur de la Terre, traduit par Gojko Lukić, Lausanne, préface d'Éric Naulleau, éditions Noir sur Blanc, coll. « Notabilia » no 30, 2016, 400 pages  (ISBN 978-2-88250-452-4)
- Fantomski bol (2005)
- Uspon i pad Parkinsonove bolesti (2006)
- Izgubljen u samoposluzi (2008)
- Majmunopisanije (2008)
- Dnevnik Marte Koen (2008)
- Drvo istorije (2008)
- Nova Stradija (2009)
- Fundamentalizam debiliteta (2009)
- Na gralovom tragu (2010)
- Eros, giros i Tanatos (2010)
- Početak bune protiv dahija (2010)
- Tajna istorija Bajine Bašte (2010)
- Mein Kampf (2011)
- Dugovečnost (2012)
- Gnusoba (2013)
- Tušta i tma (2014), avec Miljenko Jergović
- Anđeo atentata (2015)
- Drugi krug (2015), avec Miljenko Jergović
- Očaj od nane (2016)
- Andrićeva lestvica užasa (2016)

## Distinctions
- Prix NIN (2006, 2020)
- Prix Laza Kostić (2007)
- Prix Narodne knjižnice Srbije (2008)
- Prix Stanislav Staša Marinković (2010)
- Prix Biljana Jovanović (2015)
- Prix Isidora-Sekulić (2015)